# Viremia

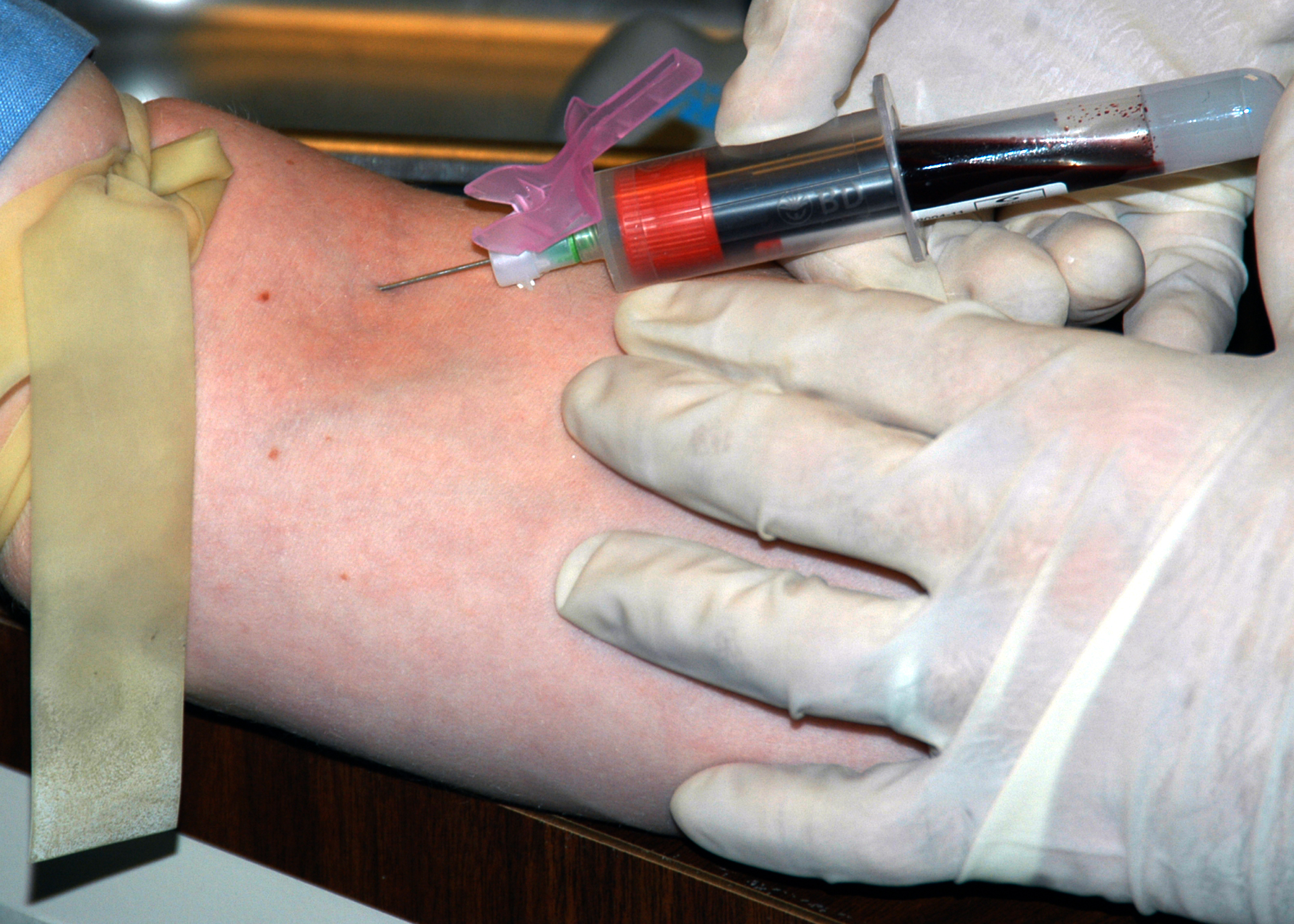
O teste de HIV de viremia varia de indetectável (menos de 50 cópias por ml) até mais de 500 000 por ml (geralmente na AIDS)

Viremia é a presença de vírus no sangue circulante em um ser vivo. O estudo da viremia no plasma é uma das formas mais eficientes de medir o progresso de uma doença viral como o HIV.

## Primária X secundária
Viremia primária é quando o vírus está restrito ao local inicial da infecção. Viremia secundária é quando ela se espalha pelo organismo e começa a atingir outras áreas. Algumas doenças como raiva só podem ser tratadas na fase de viremia primária.

## Ativa X passiva
Ativa é quando os vírus seguem se espalha continuamente no sangue através da replicação. Passiva é quando o vírus é injetado diretamente no sangue, por mosquito ferimento ou agulha, como na dengue ou em uma seringa contaminada.

## Viremia do HIV
O HIV é curável em 85% dos casos na fase passiva com anti-retrovirais (TARV) caso sejam tomados por um mês começando em até 72h após a contaminação inicial enquanto é incurável na fase ativa (quando já contaminou o centro de produção de novos CD4+ na medula óssea). Alguns especialistas defendem que diminuindo a viremia do HIV ao difundir o tratamento anti-retroviral para adultos saudáveis (e infectados que não sabem sua sorologia) pode-se prevenir 95% das novas infecções por HIV. No Brasil já é possível solicitar ao médico remédios gratuitos preventivamente em casos de risco (como por exemplo sexo anal ou vaginal sem camisinha com pessoa de sorologia desconhecida).